# Max Payne
Max Payne ist ein Computerspiel des finnischen Spieleentwicklers Remedy Entertainment um den gleichnamigen tragischen Helden, entstanden in Zusammenarbeit mit 3D Realms. Seither folgten zwei weitere Fortsetzungen. Veröffentlicht wurde die Serie von Take 2 Interactive, wobei Teil eins unter dem Label Gathering of Developers, ab Teil zwei dagegen unter dem Label Rockstar Games erschien. Derzeit ist Take 2 Interactive im Besitz sämtlicher Markenrechte und damit alleinverantwortlich für die Weiterentwicklung der Serie.
Der erste Teil wurde von seinen Schöpfern als Film Noir Story bezeichnet und allgemein als Third-Person-Shooter eingestuft. Die englischsprachige Originalversion ist am 25. Juli 2001 erschienen und wurde von der BPjM indiziert. Es wurde auch eine entschärfte Version für den deutschen Markt entwickelt, doch da auch für diese bereits vor dem geplanten Veröffentlichungstermin eine Indizierung vorausgesagt wurde, erschien sie nie. 2012 strich die BPjM den Titel von der Liste jugendgefährdender Medien. Am 12. April 2012 erschien Max Payne für Apple iOS und am 14. Juni für Android-Geräte.

## Handlung

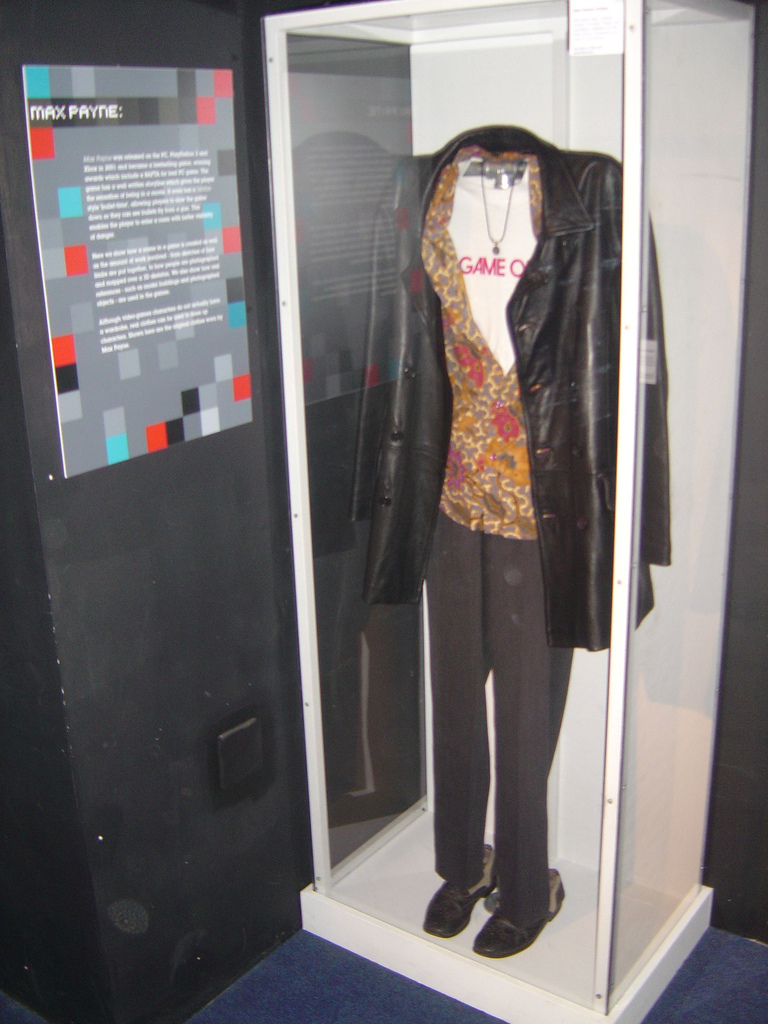
Max Paynes Outfit

Die gesamte Handlung von Max Payne spielt im New York City der Gegenwart und ist größtenteils eine Rückblende, die in der Anfangssequenz eingeläutet wird. Wichtige Passagen der Handlung werden als Zwischensequenzen im Comicstil mit Sprachausgabe vermittelt.
Ein Schlüsselobjekt ist der fiktive Wirkstoff Valkyr, welcher als militärisches Experiment der Vereinigten Staaten zur höheren Leistungsfähigkeit von Soldaten gescheitert ist, von der Projektleiterin Nicole Horne jedoch insgeheim weiterentwickelt und als Designerdroge vertrieben wird. Die Frau von Polizei-Kommissar Max Payne, dem Protagonisten des Spiels, erfährt zufällig von diesem Projekt, woraufhin sie und ihre Tochter in Paynes Wohnung von Auftragskillern ermordet werden, bevor sie ihre Erkenntnisse weitergeben kann. Jene Verbrecher standen dabei unter Einfluss der Valkyr-Droge, was für Payne Anlass ist, fortan als verdeckter Ermittler für das Drogendezernat zu arbeiten.
Nach drei Jahren gerät er bei Ermittlungen zur Valkyr-Droge in eine Falle, im Rahmen derer sein Freund und Kollege Alex Balder, dem allein Max’ Identität bekannt ist, getötet wird und Max selbst als vermeintlicher Täter dafür auf die Fahndungslisten der Behörden gelangt. Max muss sich verstecken, kann seine Ermittlungen jedoch auf eigene Faust fortführen und die Mafia-Familie Punchinello als Drahtzieher hinter dem Komplott um die Droge ausmachen. Darauf wird er von Mona Sax in Hornes Auftrag getäuscht, welche ihn betäubt und einer Gruppe Schlägern überlässt. Max entkommt und verbündet sich mit dem russischen Mafioso Vladimir Lem, um gemeinsam das Anwesen von Don Punchinello zu stürmen. Nachdem er diesen gestellt hat, erwähnt der panische Don die Verwicklungen der Regierung in die Valkyr-Angelegenheit. Daraufhin stürmen Beamte in Hornes Diensten die Villa und töten den Don. Payne trifft dabei Horne, die ihm eine Überdosis Valkyr verpasst; nach einer erneuten Ohnmacht findet er sich in einer Fabrik wieder. Dort kann Payne den Verlauf von Hornes Projekt rekonstruieren und die Verbindung seiner Frau zum Projekt aufdecken, bevor er das Gebäude wegen eines ausgelösten Selbstzerstörungsmechanismus verlassen muss.
Später trifft Payne Alfred Woden, der ihm bis dahin bereits telefonisch anonyme Hinweise gegeben hatte. Woden gibt sich als Mitglied einer geheimen Gruppe zu erkennen, welche Horne anlässlich ihrer Drogenversuche ausgeschlossen hatte, von ihr jedoch mit einem Sexvideo untätig gehalten wird; er verspricht Payne vollständige Rehabilitation im Falle von Hornes Tod. Payne kann im Anschluss das Video sicherstellen und tritt Horne in ihrem Firmengebäude gegenüber. Payne tötet Horne, bevor sie mit einem Helikopter fliehen kann.
An dieser Stelle endet die Rückblende und Payne wird gezeigt, wie er von Polizeieinheiten gestellt und unter den Augen des lächelnden Woden abgeführt wird.
Max Payne wird als von Schuldgefühlen geplagter Mensch dargestellt, der in Traumsequenzen bei sich die Schuld für den Tod seiner Familie sucht.

## Spielprinzip
Das Gameplay in Max Payne ist ganz auf die Schießereien mit Gegnern ausgelegt. Die Spiel-Levels sind linear angelegt. Ein besonderes Merkmal dieser Gefechte ist die sogenannte Bullet Time, ein Zeitlupeneffekt, der vom Spieler jederzeit ausgelöst werden kann. Der Spieler hat einen begrenzten „Vorrat“ an Bullet Time, der sich durch das Töten von Gegnern jedoch immer wieder auffüllt. Ist die Bullet Time aktiviert, wird das Geschehen verlangsamt, Gegner bewegen sich langsamer und der Spieler kann mit höherer Präzision schießen sowie durch Sprünge Projektilen ausweichen. Auch der Protagonist bewegt sich nun verlangsamt, ist jedoch immer noch agiler als die Gegner. Wird er trotzdem getroffen, kann er sich durch die Einnahme von Schmerztabletten „heilen“.
Die Gegner sind in der Regel zahlenmäßig überlegen und überstehen oftmals mehr Treffer als der Protagonist. Die künstliche Intelligenz der Gegner erscheint komplex, Aktionen wie das Suchen nach Deckung, Überraschungsangriffe und Teamwork sind jedoch fast ausschließlich durch Skripte programmiert.
Die Spielfigur verfügt im Verlauf des Spiels über ein immer größeres Waffenarsenal. Dieses besteht aus:
- Baseballschläger
- Bleirohr
- Desert Eagle
- Dual Beretta
- Beretta
- Jackhammer
- Pump-Action Shotgun (Winchester 1300)
- abgesägte Schrotflinte
- Colt Commando
- Dual Ingram
- Ingram
- M79
- Handgranate
- Molotowcocktail
- Scharfschützengewehr (Steyr SSG 69)

Neben dem Handlungsmodus verfügt Max Payne über den freischaltbaren Spielmodus „New York Minute“, in dem der Spieler gegen die Uhr spielt und sehr häufig in zeitliche Bedrängnis kommt.

## Entwicklung

### Geschichte
Max Payne wurde vom finnischen Spieleentwicklers Remedy Entertainment entwickelt, in Zusammenarbeit mit 3D Realms.
Der erste Teil wurde von seinen Schöpfern als „Film noir“-artigen Third-Person-Shooter entwickelt. Der Soundtrack stammt zum Teil von Kärtsy Hatakka, Sänger und Bassist der finnischen Band Waltari. Die zugehörigen Tonaufnahmen fanden in den Finnvox Studios statt. Innerhalb der beiden Spiele treten immer wieder zwei Fernsehserien in Erscheinung: „Lords And Ladies“ und „Address Unknown“. Diese laufen stets im Hintergrund und üben eine starke Wirkung auf die Atmosphäre aus. Dies ist vermutlich eine Anlehnung an „Invitation To Love“, einer Serie, die in „Twin Peaks“ auftritt. In Max Payne wurden viele Easter Eggs eingebracht: So kann der Spieler beispielsweise durch einen Trick mit Pistolen bewaffnete Ratten gegen sich aufhetzen oder sich Teile einer Parodie auf Star Trek anschauen. In versteckten Levelabschnitten kann man unter anderem zusätzliche Waffen und Munition finden. In versteckten Räumen findet man unter anderem eine mit einem Pflock erstochene Leiche, neben der auf den Boden mit Blut „Buff“ als Anlehnung an die Fernsehserie Buffy – Im Bann der Dämonen geschmiert ist, einen Kasten mit SM-Sexspielzeug sowie ein Radio in dem sich die Entwickler kurz zu Wort melden. Nach Abschluss des schwierigsten Modus (Dead On Arrival) gibt es noch ein geheimes Finale, bei dem man sich schwer bewaffneten Gegnern stellen muss und nach dessen Beendigung man in einem kleinen Raum Fotos (z. B. vom Entwicklerteam) betrachten kann.
Veröffentlicht wurde die englischsprachige Originalversion von Take 2 Interactive unter dem Label Gathering of Developers am 25. Juli 2001. Im Januar 2002 erschien der letzte Patch 1.05 für Max Payne durch Remedy Entertainment, später entwickelten Fans noch inoffizielle Patches zur Behebung von Inkompatibilitäten mit neuerer Hardware und Betriebssystemen.
Im Juli 2002, während der Entwicklung des Nachfolgers Max Payne 2, übernahm der US-amerikanische Publisher Take 2 die Markenrechte der Serie für zehn Millionen US-Dollar und rund 970.000 Stammaktien. Derzeit ist Take 2 Interactive im Besitz sämtlicher Markenrechte und damit alleinverantwortlich für die Weiterentwicklung der Serie.

### Deutsche Fassung
Das Spiel wurde auch in Deutschland in einer englischen Sprachfassung veröffentlicht, welche die BPjM jedoch indizierte. Es war dann eine entschärfte Version und deutsche Synchronisation in Arbeit, unter anderem mit Joachim Tennstedt als Max Payne. Doch da auch für diese bereits vor dem geplanten Veröffentlichungstermin eine Indizierung vorausgesagt wurde, erschien sie nie. Bei der 2012 erschienenen Mobile-Version bekommt man sie jedoch zu Gesicht, wenn man die deutsche Spracheinstellung aktiviert. Dort kann man auch die angedachten Zensuren für die deutsche Version begutachten: so sind die Dialoge der Graphic Novels teilweise abgewandelt; das Blut und der Baseballschläger als Waffe wurden aus diesen entfernt. Das Spiel selbst sowie die gesprochenen Dialoge sind weitgehend unzensiert.

## Rezeption
Das Spiel verkaufte sich bis 2002 mehr als 2,75 Millionen Mal.

### Kunstaspekt
Max Payne wird von vielen als eines der führenden Beispiele für die umstrittene These gesehen, dass Computerspiele eine Kunstform darstellen. So sind einem Report des Autors Daniel Kreis in der deutschen Computerspielezeitschrift PC PowerPlay vom August 2005 zufolge das Erlebnis, auf Knopfdruck die Zeit verlangsamen zu können, sowie die filmähnliche Atmosphäre kunstähnliche Aspekte. Diese These wird von Henry Jenkins, Professor für Literatur am Massachusetts Institute of Technology, unterstützt. Als ein Merkmal moderner Kunst könnte auch gelten, dass das Spiel an manchen Stellen seinen Status als kulturelles Produkt in seine Erzählung mit einbezieht. So meint Max in einer der Comicsequenzen, nachdem ihm die Droge V injiziert wurde, er fühle sich wie die Figur in einem klischeehaften Comic, und anschließend sogar, er fühle sich wie die Spielfigur in einem Computerspiel, „mit Waffenstatistiken über seinem Kopf hängend“ und „sich verlangsamender Zeit, um meine Bewegungen aufzuzeigen“.

### Indizierung
Der erste Teil der Spielreihe wurde aus zwei Gründen indiziert: Zum einen wegen der durch die neuartige Bullet Time entstandene „Ästhetisierung von Gewalt“, wie die Behörde es bezeichnete, insbesondere aber wegen der Selbstjustiz-Handlung (Motiv der Rache), aufgrund derer u. a. auch die storytechnisch ähnliche Comic-Verfilmung The Punisher indiziert wurde. Was ebenfalls zur Indizierungsentscheidung beitrug, war die für damalige Verhältnisse realistisch wirkende Grafik und die authentischen Todesschreie der Gegner. Die Indizierung wurde 2012 aufgehoben: Die BPjM strich den Titel laut einem Rundschreiben vom 28. Februar 2012 rund 11 Jahre nach Erscheinen in Deutschland von der Liste jugendgefährdender Medien. Am 12. April 2012 erschien Max Payne für Apple iOS und am 14. Juni für Android-Geräte.

### Klage des Wrestlers Maxx Payne
2003 verklagte der frühere amerikanische Wrestler Maxx Payne die Produzenten des Spiels auf zehn Millionen US-Dollar Schadensersatz. Er behauptete, die Entwickler hätten ohne Genehmigung seinen Namen und Aussehen für den Spiel-Protagonisten verwendet. Das Verfahren wurde 2005 nach einem außergerichtlichen Vergleich in unbekannter Höhe ausgesetzt.

## Fortsetzungen

### Max Payne 2: The Fall of Max Payne
2003 veröffentlichten Remedy und Rockstar die direkte Fortsetzung Max Payne 2: The Fall of Max Payne, am 24. Oktober für PC und im November für PlayStation 2 und Xbox. Max Payne ist zwischenzeitlich in den Polizeidienst zurückgekehrt, doch er gerät abermals in eine Auseinandersetzung in der Unterwelt, in die seine Freunde Vladimir Lem und Mona Sax verwickelt sind. Das Spiel wurde als Film noir Love Story beworben. Neben Max Payne spielt die Auftragskillerin Mona Sax eine bedeutende Rolle in der Handlung und übernimmt die Rolle der Noir-typischen Femme fatale, in die sich Max im Verlauf des Spiels verliebt. In einigen Spielabschnitten übernimmt der Spieler ihre Steuerung.
Die Grafik von Max Payne 2 basiert auf einer Weiterentwicklung der MaxFX-Grafik-Engine, die schon beim ersten Teil und im 3DMark2001 Verwendung fand und Transform and Lighting Funktion von Grafikchips wie GeForce 2 oder Radeon ausnutzte. Schattendarstellung wird von Pixel-Shader Gebrauch gemacht. Zusätzlich wird im zweiten Teil die Havok-Physik-Engine verwendet, zu der auch eine Ragdoll-Engine zählte. Auch die Partikeleffekte wurden optisch aufgewertet.
Des Weiteren wurde Max Paynes Aussehen verändert und dem amerikanischen Schauspieler Timothy Gibbs nachempfunden.

### Max Payne 3
Das Ende des zweiten Teils ließ einen dritten Teil offen („Max Payne’s journey through the night will continue.“, zu dt. „Max Paynes Reise durch die Nacht wird weitergehen.“). Am 8. September 2011 kündigte Rockstar Games an, dass der dritte Teil voraussichtlich im Mai 2012 erscheinen werde. Das Spiel wurde von Rockstar Vancouver entwickelt und von Rockstar Games veröffentlicht. Der dritte Teil spielt in Brasilien, genauer in Sao Paulo. Dort arbeitet Max Payne als privater Sicherheitsmann für den reichen Geschäftsmann Rodrigo Branco und versucht dessen Frau Fabiana zu befreien, die unter seiner Bewachung entführt wurde. Als Veröffentlichungsdatum von Max Payne 3, das erstmals auch einen Mehrspieler-Modus besitzt, gab Publisher Take Two für Deutschland den 18. Mai 2012 für die Xbox 360 und die PlayStation 3 an, für PC-Nutzer den 1. Juni 2012.

## Kinofilm
Am 8. November 2007 wurde offiziell eine Verfilmung des Spiels angekündigt. Kinostart in den USA war der 18. Oktober 2008. John Moore führte für 20th Century Fox die Regie des Actionfilms, der die Geschichte des ersten Spieleteils größtenteils übernimmt. Max Payne wurde von Mark Wahlberg gespielt; die Darstellung von Mona Sax übernahm Mila Kunis. Die Dreharbeiten begannen Anfang März 2008 in Toronto, Kanada.